# Seedorf (Bern)
Seedorf (Bern) is een gemeente en plaats in het district Seeland van het Zwitserse kanton Bern.
Saxeten telt 2.968 inwoners.